# Chloe Bailey
Chloe Elizabeth Bailey, nota anche con lo pseudonimo di Chlöe (Atlanta, 1º luglio 1998), è una cantante e attrice statunitense.
Ha raggiunto la notorietà assieme alla sorella Halle con il loro duo Chloe x Halle, notata dalla Parkwood Entertainment di Beyoncé nel 2013, con il quale hanno ottenuto cinque candidature ai Grammy Awards, ed sono state inserite nella lista Time 100 Next delle 100 personalità delle nuove generazioni più influenti nel 2021.
Dal 2021 lavora anche come artista solista, pubblicando l'album in studio In Pieces e il singolo Have Mercy, arrivando a collaborare con Gunna, Chris Brown, Calvin Harris, Latto, Future, grazie a cui ottiene candidature alle principali premiazioni, vincendo il premio di miglior artista R&B agli MTV Europe Music Awards 2022. 

## Biografia
Chloe Elizabeth Bailey nasce ad Atlanta, in Georgia, il 1º luglio 1998. I suoi genitori sono Courtney e Doug Bailey e ha due sorelle Ski e Halle Bailey, e un fratello Branson Bailey. Chloe e i fratelli crescono ad Mableton, vicino ad Atlanta, fino a quando la famiglia si trasferisce a Los Angeles a metà del 2012.
Le due sorelle Bailey iniziano a lavorare come attrici fin da bambine: debuttano nel film del 2003 The Fighting Temptations e ottengono successivamente altri ruoli, venendo spesso scritturata insieme.

### 2010-2020: Chloe x Halle

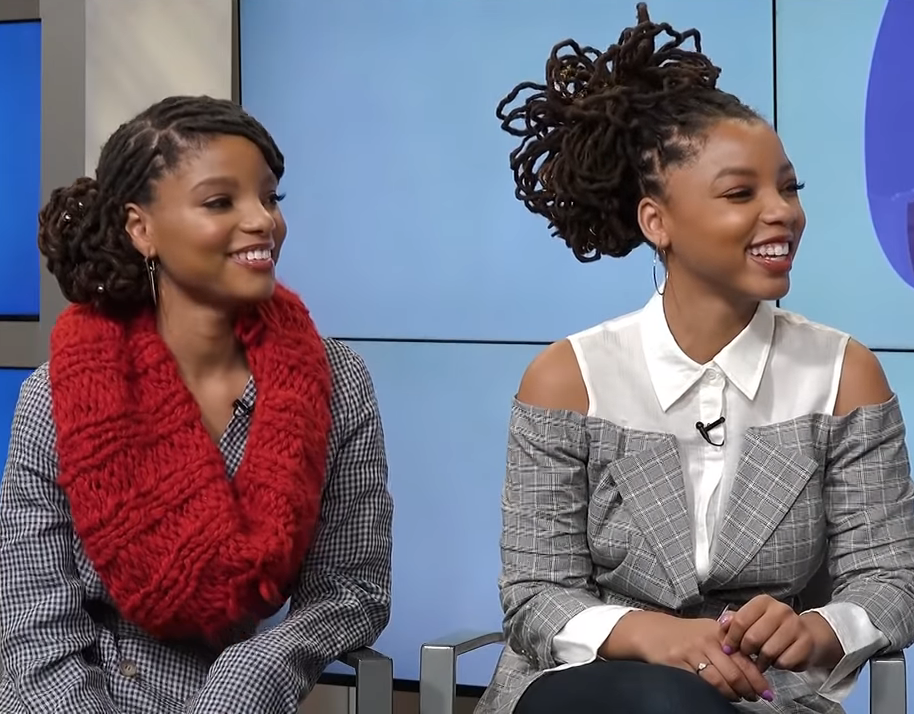
Chloe x Halle nel 2018

Dagli anni 2010 le due sorelle appaiono in alcuni programmi televisivi e radiofonici grazie al successo del loro canale YouTube, tra cui The Ellen DeGeneres Show e Radio Disney. Nel 2013 il duo pubblica la cover della canzone Pretty Hurts di Beyoncé, grazie alla quale vengono notate dall'etichetta discografica Parkwood Entertainment della cantante.
Il 29 aprile 2016 il duo pubblica l'Ep Sugar Symphony attraverso Parkwood e Columbia Records. Il 16 marzo 2017 pubblicano un mixtape, The Two of Us, considerato dalla rivista Rolling Stone tra i 20 miglior album R&B del 2017. Dall'album viene estratto il singolo Grown, scelto come brano colonna sonora della serie televisiva Grown-ish. Nell'anno successivo entrambe le sorella entrano a far parte del cast della serie, interpretando le sorelle Skylar (Halle) e  Jazlyn Forster (Chloe) sino al 2022.
Il loro primo album, The Kids Are Alright, viene pubblicato nel 2018, grazie a cui il duo viene candidato ai Grammy Awards 2019 sia nella categoria al miglior artista esordiente che per il miglior album urban contemporaneo. L'anno successivo le sorelle pubblicano due singoli, Catch Up in collaborazione con Swae Lee e Mike Will Made It e Do It , facendo il loro primo ingresso nella Billboard Hot 100. I due singoli fanno parte del secondo album in studio del duo, Ungodly Hour, pubblicato il 12 giugno 2020, e esordito alla posizione numero 16 della Billboard 200. Il progetto vale alle sorelle due candidature ai Grammy Awards 2021, tra cui al miglior album R&B progressivo e alla miglior canzone R&B per Do It. Il duo viene riconosciuto con il Rising Star Award ai Billboard Women in Music Awards e ottiene il NAACP Image Award come miglior canzone R&B per Do It.

### 2021-presente: carriere da solista eIn Pieces
Nell'estate 2021 inaugura la sua carriera da solista realizzando una cover del brano Feeling Good per la raccolta Liberated/Music For the Movement Vol. 3. Nel settembre 2021 assume lo pseudonimo di Chlöe e pubblica il suo primo singolo da solista Have Mercy, con cui ha anche modo di esibirsi durante gli MTV Video Music Awards 2021. Il brano ottiene un riscontro commerciale positivo: si posiziona alla 28ª posizione della Billboard Hot 100 e viene certificato platino negli Stati Uniti.
Nel corso del 2022 Bailey pubblica i singoli Treat Me, Surpise e For the Night in collaborazione con Latto, e partecipa come artista ospite al brano You & Me di Gunna, ottenendo nomination in premi come NAACP Image Awards, BET Awards e MTV Video Music Awards. Nel novembre 2022 vince il premio di miglior artista R&B agli MTV Europe Music Awards 2022. Nel 2023 pubblica il suo primo album da solista In Pieces, anticipato da alcuni singoli tra cui la collaborazione con Chris Brown How Does It Feel.

## Stile e influenze musicali
Bailey cita Beyoncé e Kelis come fonti primarie d'ispirazione, oltre ad essere influenzata anche da altri artisti come Grimes, Missy Elliott, Imogen Heap e Tune-Yards.

## Discografia

### Da solista

#### Album in studio
- 2023 – In Pieces
- 2024 – Trouble in Paradise

#### EP
- 2022 – Spotify Singles

#### Singoli
- 2021 – Have Mercy
- 2022 – Treat Me
- 2022 – Surprise
- 2022 – For the Night (con Latto)
- 2023 – Pray It Away
- 2023 – How Does It Feel (con Chris Brown)
- 2023 – Body Do
- 2023 – In Pieces
- 2024 – FYS
- 2024 – Boy Bye

### Chloe x Halle
- 2018 – The Kids Are Alright
- 2020 – Ungodly Hour

## Tournée

### Da solista
- 2023 – In Pieces Tour

## Filmografia

### Cinema
- The Fighting Temptations, regia di Jonathan Lynn (2003)
- L'ultima vacanza (Last Holiday), regia di Wayne Wang (2006)
- Joyful Noise - Armonie del cuore (Joyful Noise), regia di Todd Graff (2012)
- Jane, regia di Sabrina Jaglom (2022)
- Praise This, regia di Tina Gordon (2023)
- L'esorcismo - Ultimo atto (The Exorcism), regia di M. A. Fortin e Joshua John Miller (2024)

### Televisione
- Let It Shine, regia di Paul Hoen – film TV (2012)
- Austin & Ally – serie TV, episodio 2x24 (2013)
- Grown-ish – serie TV (2018-2022)
- Sciame (Swarm) – serie TV (2023)

### Cortometraggi
- The Kids Are Alright (2018)
- Why the Sun and the Moon Live in the Sky (2021)

## Doppiatrici italiane
Nelle versioni in italiano dei suoi film, Chloe Bailey è stata doppiata da:
- Giulia Franceschetti in Grown-ish, Sciame
- Martina Felli in L'esorcismo - Ultimo atto

## Riconoscimenti

### Da solista
BET Awards
- 2022 – Candidatura alla miglior artista femminile R&B/pop
- 2022 – Candidatura al video dell'anno per Have Mercy
- 2022 – Candidatura al BET Her Award per Have Mercy

iHeartRadio Music Awards
- 2022 – Candidatura al miglior artista emergente

MTV Europe Music Awards
- 2022 – Miglior artista R&B

MTV Video Music Awards
- 2022 – Candidatura al miglior video R&B per Have Mercy

NAACP Image Award
- 2022 – Candidatura alla miglior artista femminile
- 2022 – Candidatura al miglior video musicale per Have Mercy
- 2022 – Candidatura alla miglior canzone Soul/R&B per Have Mercy
- 2023 – Candidatura alla miglior artista femminile
- 2024 – Miglior attrice in un film per la televisione, una miniserie o uno speciale drammatico per Praise This

People's Choice Awards
- 2022 – Candidatura al miglior artista emergente

Soul Train Music Award
- 2022 – Candidatura al video dell'anno per Have Mercy
- 2022 – Candidatura alla miglior interpretazione dance per Have Mercy

### Chloe x Halle
Come membro del duo musicale Chloe x Halle ha ottenuto numerose candidature, tra cui cinque ai Grammy Award, tra cui come miglior artista esordiente nel 2019, oltre che otto ai BET Awards, cinque agli MTV Video Music Awards, sette ai Soul Train Music Award. Il duo ha vinto due NAACP Image Award su cinque candidature e il Rising Star Award ai Billboard Women in Music Awards.